# Sound-Dust
Sound-Dust es un álbum de estudio de la banda inglesa de post-rock Stereolab, editado en el año 2001. Es el último LP que la banda editó con Mary Hansen, quien falleció al año siguiente.

## Recepción crítica
Sound-Dust fue mejor recibido por la crítica especializada que el álbum anterior del grupo, Cobra and Phases Group Play Voltage in the Milky Night, el cual había sido criticado duramente por no aportar nada nuevo al sonido del grupo. Según Stephen Thomas Erlewine, Sound-Dust sufre por su insistencia en "canciones simples y vocales simples" pero es un "paso adelante" respecto a su antecesor. Otros críticos destacaron el buen uso de instrumentos de viento (como trompas).

## Lista de temas
Todas las canciones fueron escritas por Laetitia Sadier y Tim Gane, excepto "Nothing to do With Me" (Gane/Morris/Sadier).
1. "Black Ants in Sound-Dust" – 1:58
2. "Space Moth" – 7:35
3. "Captain Easychord" – 5:33
4. "Baby Lulu" – 5:13
5. "The Black Arts" – 5:12
6. "Hallucinex" – 3:55
7. "Double Rocker" – 5:33
8. "Gus the Mynah Bird" – 6:10
9. "Naught More Terrific Than Man" – 4:10
10. "Nothing to Do With Me" – 3:38
11. "Suggestion Diabolique" – 7:52
12. "Les Bons Bons des Raisons" – 6:43

### Edición japonesa
La edición japonesa contiene una pista adicional titulada "Moodles" (Gane/Sadier) y cambia el orden de las canciones:
1. "Black Ants in Sound-Dust" – 1:58
2. "Space Moth" – 7:35
3. "Captain Easychord" – 5:33
4. "Baby Lulu" – 5:13
5. "The Black Arts" – 5:12
6. "Moodles" – 3:31
7. "Double Rocker" – 5:33
8. "Gus the Mynah Bird" – 6:10
9. "Hallucinex" – 3:55
10. "Naught More Terrific Than Man" – 4:10
11. "Nothing to Do With Me" – 3:38
12. "Suggestion Diabolique" – 7:52
13. "Les Bons Bons des Raisons" – 6:43